# マイネルダビテ
マイネルダビテ（Meiner David、1984年5月3日 - 2021年1月31日）は、日本の競走馬。主な勝ち鞍に1987年の共同通信杯4歳ステークス。長年更新されていなかったシンザンが持つJRA重賞の勝ち馬の最長寿記録を36歳8か月27日（36歳272日）まで大幅に更新した。

## 経歴

### 幼駒時代
1984年5月3日、北海道新冠町の村田光雄牧場にて生まれる。岡田牧雄は、評判の馬がいると聞き、村田の牧場へ向かっていた。5、6頭を走らせて動きを確かめたところ、評判の馬とは別の馬が目に留まった。その馬の動きを気に入り、購入を即決。岡田自身の名義を初めて用いて、競走馬を所有することとなった。
ドイツ語で「私の」を意味する「マイネル」に、旧約聖書に登場する「ダビデ」に合わせて、「マイネルダビデ」を検討していた。しかし占い師に「濁点が3つ続くのは縁起が悪い」と言われて、最後の濁点を取り、最終的に「マイネルダビテ」と命名された。
岡田自身で調教を行い、デビューする直前には、岡田がマイネルダビテに、兄の岡田繁幸がコスモダビンチに、錦岡牧場の土井睦秋がヤマニンアーデンに騎乗し競走する「仮想ダービー」という遊びを行っていたという。

### 競走馬時代
1986年8月に函館競馬場の新馬戦でデビューし、レオテンザンの4着に敗れる。2戦目で勝ち上がると、重賞初挑戦となった函館3歳ステークスではホクトヘリオスの2着と好走しこの年を終える。
年が明けた1987年初戦の京成杯では勝ち馬スーパーファントムの同タイム2着とした後、2月の共同通信杯4歳ステークスではデビュー以来初の1番人気で出走。レースでは2番手追走から直線で鮮やかに抜け出すと最後はスズラバンに1馬身半差つけ重賞初制覇を果たす。続く弥生賞ではサクラスターオーの3着に入り皐月賞への優先出走権を獲得する。4月19日の第47回皐月賞ではマティリアル、サクラスターオーに次ぐ3番人気に支持されるも17着と惨敗。
5月31日の第54回東京優駿では大崎昭一に乗り替わって出走、京都3歳ステークスやシンザン記念を制したヤマニンアーデン、NHK杯で5着となったコスモダビンチなど24頭が出走し、22着に沈んだ。
秋に入りUHB杯では4着に終わるも、11月8日の福島民友カップでは好スタートからハナを奪い逃げると最後はハッピーオールトンに2馬身半差をつけ3勝目を飾る。
古馬となってからは勝ち切れないレースが続いていたが、連覇をかけて挑んだ11月6日の福島民友カップでは前年と同様に逃げ切り勝ちを収め、4勝目をマークする。その後は精彩を欠き、3連覇がかかった11月5日の福島民友カップ8着を最後に現役を引退した。

## 引退後
現役引退後の1990年より、オーナーの岡田牧雄が所有する岡田スタッドで功労馬として繋養されていた。
2019年8月15日、シンザンが保持していたJRA重賞勝ち馬の最長寿記録である35歳3カ月11日（35歳102日）を更新した。
本馬は2020年5月3日に36歳を迎えたことが、同年6月1日発行の小冊子および2日付けの北海道新聞に掲載され、牧場を訪れた人々がダビテの艶々とした毛並みを見て「元気をもらった」と話したり、岡田自身もダビテが約1億円の賞金を獲得して「牧場を救った」ことを懐古する様子や、新ひだか町内の一般社団法人「umanowa（うまのわ）」が、本馬が36歳を迎えたことを記念したグッズをネット通販する予定であることなどが掲載されている。また、2020年11月28日放送のテレビ東京「ウイニング競馬」にて、同オーナーのインタビュー取材のコーナーにて、オーナーが自分の親友として紹介、年齢は36歳6ヶ月（取材時）であり人間で言えば150歳位だと語っている。
2021年1月30日の朝、放牧中に転倒し、息を引き取った。36歳8カ月27日（36歳272日）の大往生だった。本馬の生涯年齢は、JRA重賞勝ち馬の中で最長寿記録となった。同じ世代にアレックス（競走馬名：ムーンファルコン）がおり、そちらの方がわずか13日ながら年上であったため、マイネルダビテは最期まで存命中の日本最長寿とはならなかった。そのアレックスは、マイネルダビテ死亡の2週間後となる2月12日に36歳298日で死亡した。なお、同世代の馬では他にもモクモク（競走馬名：ダイナセキト）が2023年5月31日に死亡するまで39歳114日を生きている。

## 競走成績
以下の内容は、JBISサーチおよびnetkeiba.comに基づく。
| 競走日     | 競馬場 | 競走名                   | 格   | 距離（馬場）  | 頭 数 | 枠 番 | 馬 番 | オッズ （人気） | 着順 | タイム （上り3F） | 着差 | 騎手      | 斤量 [kg] | 1着馬（2着馬）         | 馬体重 [kg] |
| ---------- | ------ | ------------------------ | ---- | ------------- | ----- | ----- | ----- | --------------- | ---- | ----------------- | ---- | --------- | --------- | ---------------------- | ----------- |
| 1986.08.02 | 函館   | 3歳新馬                  |      | 芝1200m（良） | 10    | 4     | 4     | 009.80（5人）   | 04着 | R1:12.2（38.1）   | -0.7 | 0中舘英二 | 52        | レオテンザン           | 434         |
| 0000.08.24 | 函館   | 3歳新馬                  |      | 芝1200m（稍） | 8     | 6     | 6     | 012.30（4人）   | 01着 | R1:10.1（35.7）   | -0.3 | 0中舘英二 | 52        | （サンレオーネ）       | 434         |
| 0000.09.21 | 函館   | 函館3歳S                 | GIII | 芝1200m（不） | 10    | 7     | 8     | 006.10（3人）   | 02着 | R1:14.7（40.2）   | -0.2 | 0中舘英二 | 53        | ホクトヘリオス         | 434         |
| 1987.01.11 | 中山   | 京成杯                   | GIII | 芝1600m（良） | 15    | 7     | 12    | 007.30（5人）   | 02着 | R1:35.7（36.8）   | -0.0 | 0田原成貴 | 55        | スーパーファントム     | 480         |
| 0000.02.15 | 東京   | 共同通信杯4歳S           | GIII | 芝1800m（良） | 11    | 7     | 8     | 001.70（1人）   | 01着 | R1:49.9（47.8）   | -0.1 | 0田原成貴 | 55        | （スズラバン）         | 470         |
| 0000.03.08 | 中山   | 弥生賞                   | GII  | 芝2000m（良） | 11    | 5     | 5     | 002.80（2人）   | 03着 | R2:02.2（36.8）   | -0.1 | 0田原成貴 | 55        | サクラスターオー       | 470         |
| 0000.04.19 | 中山   | 皐月賞                   | GI   | 芝2000m（良） | 20    | 5     | 11    | 008.60（3人）   | 17着 | R2:03.8（39.3）   | -1.9 | 0田原成貴 | 57        | サクラスターオー       | 460         |
| 0000.05.31 | 東京   | 東京優駿                 | GI   | 芝2400m（良） | 24    | 5     | 12    | 030.3（12人）   | 22着 | R2:30.4（51.6）   | -2.6 | 0大崎昭一 | 57        | メリーナイス           | 460         |
| 0000.09.13 | 函館   | UHB杯                    | OP   | 芝1800m（良） | 10    | 5     | 5     | 002.80（1人）   | 04着 | R1:49.1（37.7）   | -1.1 | 0柴田政人 | 54        | ケープポイント         | 454         |
| 0000.11.08 | 福島   | 福島民友C                | OP   | 芝1800m（不） | 9     | 2     | 2     | 002.30（1人）   | 01着 | R1:53.4（38.9）   | -0.4 | 0増沢末夫 | 55        | （ハッピーオールトン） | 466         |
| 1988.06.19 | 福島   | 福島競馬場開設70周年記念 | OP   | 芝1200m（良） | 11    | 5     | 5     | 009.90（7人）   | 07着 | R1:09.7（35.9）   | -0.8 | 0蛯沢誠治 | 57        | ダイナボンダー         | 480         |
| 0000.07.10 | 福島   | 七夕賞                   | GIII | 芝2000m（不） | 12    | 3     | 3     | 008.20（5人）   | 10着 | R2:06.0（40.6）   | -2.0 | 0蛯沢誠治 | 56.5      | コーセイ               | 472         |
| 0000.07.24 | 福島   | 吾妻小富士賞             | OP   | 芝1800m（重） | 9     | 6     | 6     | 004.60（2人）   | 03着 | R1:51.7（38.2）   | -1.2 | 0蛯沢誠治 | 57        | ダイナオレンジ         | 468         |
| 0000.08.28 | 新潟   | 新潟記念                 | GIII | 芝2000m（良） | 12    | 8     | 12    | 011.80（7人）   | 07着 | R2:02.1（51.4）   | -2.4 | 0蛯沢誠治 | 56        | ダイナオレンジ         | 468         |
| 0000.10.09 | 東京   | 毎日王冠                 | GII  | 芝1800m（稍） | 11    | 3     | 3     | 090.40（9人）   | 08着 | R1:50.3（48.8）   | -1.1 | 0蛯沢誠治 | 57        | オグリキャップ         | 470         |
| 0000.11.06 | 福島   | 福島民友C                | OP   | 芝1800m（良） | 9     | 6     | 6     | 003.00（2人）   | 01着 | R1:50.5（36.2）   | -0.2 | 0増沢末夫 | 57        | （スピードヒーロー）   | 476         |
| 0000.12.04 | 中山   | ダービー卿CT             | GIII | 芝1600m（良） | 16    | 4     | 7     | 009.00（6人）   | 10着 | R1:34.4（36.6）   | -0.8 | 0安田富男 | 57        | ウインドストース       | 474         |
| 1989.01.05 | 中山   | 金杯                     | GIII | 芝2000m（良） | 15    | 1     | 1     | 019.70（9人）   | 13着 | R2:02.1（38.2）   | -1.4 | 0蛯沢誠治 | 56        | ニシノミラー           | 478         |
| 0000.01.29 | 小倉   | 関門橋S                  | OP   | 芝2000m（良） | 14    | 4     | 5     | 015.10（4人）   | 08着 | R2:02.8（38.5）   | -2.0 | 0蛯名信広 | 58        | メイショウサンダー     | 476         |
| 0000.02.19 | 小倉   | 小倉大賞典               | GIII | 芝1800m（重） | 16    | 3     | 6     | 042.4（14人）   | 11着 | R1:53.2（39.4）   | -1.2 | 0蛯名信広 | 56        | ダイカツケンザン       | 476         |
| 0000.03.12 | 中山   | 中山記念                 | GII  | 芝1800m（良） | 13    | 4     | 5     | 120.4（11人）   | 11着 | R1:49.8（38.0）   | -1.1 | 0中舘英二 | 57        | コーセイ               | 470         |
| 0000.09.30 | 中山   | オータムスプリントS      | OP   | 芝1200m（良） | 12    | 6     | 7     | 032.4（12人）   | 04着 | R1:08.8（34.6）   | -0.2 | 0藤原英幸 | 57        | リキサンワイス         | 468         |
| 0000.10.08 | 東京   | 毎日王冠                 | GII  | 芝1800m（稍） | 8     | 8     | 8     | 072.90（6人）   | 08着 | R1:47.8（47.5）   | -1.1 | 0菅原泰夫 | 57        | オグリキャップ         | 472         |
| 0000.11.05 | 福島   | 福島民友C                | OP   | 芝1800m（良） | 10    | 2     | 2     | 004.70（2人）   | 08着 | R1:51.5（37.8）   | -1.0 | 0藤原英幸 | 57        | アカネライコウ         | 474         |

## 血統表
| マイネルダビテの血統                         | マイネルダビテの血統                                   | マイネルダビテの血統   | （血統表の出典）       | （血統表の出典） |
| 父系                                         | ラウンドテーブル系                                     | ラウンドテーブル系     | ラウンドテーブル系     | [ § 2 ]          |
| 父 *デユール Duel アメリカ合衆国 1961 黒鹿毛 | 父の父Round Table アメリカ合衆国 鹿毛 1954             | Princequillo           | Prince Rose            | Prince Rose      |
| 父 *デユール Duel アメリカ合衆国 1961 黒鹿毛 | 父の父Round Table アメリカ合衆国 鹿毛 1954             | Princequillo           | Cosquilla              |                  |
| 父 *デユール Duel アメリカ合衆国 1961 黒鹿毛 | 父の父Round Table アメリカ合衆国 鹿毛 1954             | Knights Daughter       | Sir Cosmo              | Sir Cosmo        |
| 父 *デユール Duel アメリカ合衆国 1961 黒鹿毛 | 父の父Round Table アメリカ合衆国 鹿毛 1954             | Knights Daughter       | Feola                  |                  |
| 父 *デユール Duel アメリカ合衆国 1961 黒鹿毛 | 父の母Lea Moon アメリカ合衆国 黒鹿毛 1955              | Nasrullah              | Nearco                 | Nearco           |
| 父 *デユール Duel アメリカ合衆国 1961 黒鹿毛 | 父の母Lea Moon アメリカ合衆国 黒鹿毛 1955              | Nasrullah              | Mumtaz Begum           |                  |
| 父 *デユール Duel アメリカ合衆国 1961 黒鹿毛 | 父の母Lea Moon アメリカ合衆国 黒鹿毛 1955              | Lea Lark               | Bull Lea               | Bull Lea         |
| 父 *デユール Duel アメリカ合衆国 1961 黒鹿毛 | 父の母Lea Moon アメリカ合衆国 黒鹿毛 1955              | Lea Lark               | Colosseum              |                  |
| 母 ニホンピロチヤイナ 北海道新冠町 1969 栗毛 | 母の父* チャイナロック China Rock イギリス 1953 栃栗毛 | Rockefella             | Hyperion               | Hyperion         |
| 母 ニホンピロチヤイナ 北海道新冠町 1969 栗毛 | 母の父* チャイナロック China Rock イギリス 1953 栃栗毛 | Rockefella             | Rockfel                |                  |
| 母 ニホンピロチヤイナ 北海道新冠町 1969 栗毛 | 母の父* チャイナロック China Rock イギリス 1953 栃栗毛 | May Wong               | Rustom Pasha           | Rustom Pasha     |
| 母 ニホンピロチヤイナ 北海道新冠町 1969 栗毛 | 母の父* チャイナロック China Rock イギリス 1953 栃栗毛 | May Wong               | Wezzan                 |                  |
| 母 ニホンピロチヤイナ 北海道新冠町 1969 栗毛 | 母の母ワカクサ 北海道鵡川町 1956 栗毛                  | トシシロ               | * ダイオライト         | * ダイオライト   |
| 母 ニホンピロチヤイナ 北海道新冠町 1969 栗毛 | 母の母ワカクサ 北海道鵡川町 1956 栗毛                  | トシシロ               | 月城                   |                  |
| 母 ニホンピロチヤイナ 北海道新冠町 1969 栗毛 | 母の母ワカクサ 北海道鵡川町 1956 栗毛                  | 豊俊                   | * セフト               | * セフト         |
| 母 ニホンピロチヤイナ 北海道新冠町 1969 栗毛 | 母の母ワカクサ 北海道鵡川町 1956 栗毛                  | 豊俊                   | 第三イーグルクイン     |                  |
| 母系(F-No.)                                  | (FN:2-h)                                               | (FN:2-h)               | (FN:2-h)               | [ § 3 ]          |
| 5代内の近親交配                              | Friar Marcus 5×5=6.25%                                 | Friar Marcus 5×5=6.25% | Friar Marcus 5×5=6.25% | [ § 4 ]          |
| 出典                                         | 1. 2. 3. 4.                                            | 1. 2. 3. 4.            | 1. 2. 3. 4.            | 1. 2. 3. 4.      |